# Dominik Henares
Św. Domingo Henares de Zafra Cubero (ur. 19 grudnia 1765 w Baena, Kordoba (prowincja) w Hiszpanii, zm. 25 czerwca 1838 w Nam Định w Wietnamie) – święty Kościoła katolickiego, dominikanin, biskup, męczennik.

## Życiorys
Dominik Henares urodził się w Baena 19 grudnia 1765 r. Po kilku latach rodzina przeniosła się do Grenady.
Habit dominikański otrzymał 30 sierpnia 1783 r. Na misję udał się na Filipiny, gdzie przybył 9 lipca 1786 r. Święcenia kapłańskie przyjął 20 września 1789 r. Następnie razem z innym dominikaninem ojcem Ignacym Delgado udał się do Wietnamu, gdzie dotarli w końcu października 1790 r. 
9 września 1800 r. został biskupem koadiutorem Wschodniego Tonkinu i tytularnym biskupem Fezu. Ponieważ znał się na medycynie i astronomii, był poważany przez miejscowych uczonych i prawników, a nawet doradzał mandarynom. Nie uchroniło go to jednak przed prześladowaniami. 9 czerwca 1838 r. został aresztowany i zamknięty w klatce. Następnie zabrano go do stolicy, gdzie wielokrotnie stawał przed trybunałem. Został ścięty 25 czerwca 1838 r.
Został beatyfikowany 27 maja 1900 r. przez Leona XIII. Kanonizacji dokonał Jan Paweł II 19 czerwca 1988 r. wraz z grupą 117 męczenników wietnamskich.
Wspomnienie św. Dominika Henaresa przypada 24 listopada.